# このしろとり
このしろとりは、京都府京丹後市久美浜町に伝わる民話。
古来、久美浜湾におけるコノシロ漁の盛況ぶりをいまに伝えている。

## 概要
戦国時代、織田氏の家臣である武将・細川氏によって久美浜にあった十三の小城が次々と陥落していたある夜、久美浜湾に浮かぶたくさんの松明（漁火）を目にしたある城の殿様が、「たくさんの灯が見えるが、あれは何の灯だ」と尋ねると、家来が「あれは、コノシロ捕りだ」と答えた。殿様は仰天し、「この城取りか」と逃げ出してしまったという。
この物語の結末には諸説あり、上記のほか、「この城取りか」と勘違いした殿様が、「あれほどの大軍が攻めてきたら落城してしまうだろう。皆、腹を切れ」と率先して切腹しかけたので、家来が「コノシロという魚捕りのことです」と止めたという説もある。

## 物語の背景
この城は、久美浜町油池（ゆいけ）の山にあった意布伎城であると伝えられている。油池は、「ユウケ」「ユウケイ」「ユウイケ」ともいう。川上谷川の下流西岸に位置し、小さな谷間に十数軒の民家が密集して建つ集落である。久美浜湾の南東端、かぶと山と川を挟んで南北に向かい合う位置する標高161メートルの山頂に城があり、城とは別の高台に城主の居所があった。城主が城に駆け上がる際に、馬の脚にボケの木の棘が刺さって死んでしまったため、付近の山からはボケの木が一掃されたと伝えられる。家臣は、城主の館のある高台より一段低い平地に暮らした。
『京都府熊野郡誌』によれば、最後の城主は、小国若狭守。1582年（天正10年）、国主であった一色氏が細川氏によって滅ぼされた際、久美浜の他の城がすべて落城した後も、すでに城を失って当地に逃げ延びていた佐野城主の佐野備前守、大井城主の牧左京進とともにたてこもって抗戦し、討死した。この最後の合戦の相手は松井康之で、意布伎城の落城を最後に、一色氏配下の久美浜の諸城はすべて失われた。落城の折に多くの死者を出したことから、後世に供養のために作られた「城山八十八体地蔵」が、城跡に続く道中に並んでいる。
集落のいちばん奥に、式内社の意布伎神社が鎮座している。